# محمد العايش
محمد العايش سياسي ونائب ووزير سوري خلال عهد الجمهورية السورية الأولى، يعتبر أول وزير من مدينة دير الزور في الحكومة السورية المشكلة عام 1941، وبعد توزيره تكرّس التقليد بتخصيص مقعد وزاري لأحد أبناء الطبقة البرجوازية في دير الزور في الحكومات السورية المتعاقبة.

## نسبه
ولد محمد بك العايش في دير الزور عام 1880 لآل العايش، من فخذ البو عبيد من قبيلة البقارة، والتي يرجع نسبها إلى الإمام محمد الباقر أحد أحفاد أمير المؤمنين علي بن أبي طالب.

## حياته
نشأ محمد العايش (محمد عايش الحاج) في أسرة عريقة في حسبها ونسبها ووجاهتها وثرائها وانتسابها لآل البيت الأطهار، وقد ورث الزعامة عن والده عايش الحاج المشهور بكرمه وسخائه، حيث تروى عنه الأحاديث والقصص الشيقة في هذا المجال، أما عمه عياش الحاج فقد كان علماً من أعلام السيادة والزعامة في دير الزور وقد مات مسموماً من قبل الاستعمار الفرنسي في مدينة جبلة على الساحل السوري عام 1926 بعدما نفى الاستعمار الفرنسي جميع أفراد أسرة عياش الحاج إليها.
وبعد وفاة عمه تولى الحاج محمد بك العايش مكانه بصفته أكبر أفراد الأسرة سناً، وبعد وفاة ابن عمه الحاج فاضل العبود زعيم دير الزور الأكبر عام 1936 أجمعت كلمة العشيرة على اختيار الحاج محمد العايش ليحل محله.

## عمله السياسي
بدأ معالي الوزير محمد العايش حياته السياسية مستشاراً في مجلس إدارة دير الزور ونائب رئيس غرفة التجارة فيها، كما شغل مدة خمس عشرة سنة عضوية لجنة الأوقاف في محافظة الفرات، وفي أثناء عمله السياسي أدى أدواراً مهمة على الصعيدين المحلي والعربي، وخاصة أثناء مؤتمر فلسطين المنعقد في مدينة القاهرة عام 1948، كما كان له الدور الكبير في ترتيب الزيارة التاريخية لفخامة رئيس الجمهورية شكري بك القوتلي إلى لبنان واجتماعه مع فخامة بشارة الخوري رئيس لبنان في شتورة، كما كان لمساعيه الأثر الأكبر في عقد الاجتماع والمصالح بين رئيس الجمهورية السورية شكري بك القوتلي ورئيس لبنان بشارة الخوري مع كل من جلالة الملك عبد الله ملك الأردن، وسمو الأمير عبد الإله الوصي على عرش العراق.
وكان معالي الوزير محمد العايش من أشد المتحمسين لفكرة الوحدة مع مصر، وقد نال على أثر قيامها «وسام الجمهورية الأول» من الرئيس جمال عبد الناصر على الدور الذي لعبه في عقد تلك الوحدة.
سمي رجل الوزارات لتقلده عدة مناصب وزارية خلال حياته السياسية الطويلة، فقد عين وزيراً للاقتصاد في حكومة حسن الحكيم عام 1941 حتى 1942، وفي حكومة حسني البرازي عام 1942 وفي حكومة جميل الألشي عام 1943 في عهد الرئيس تاج الدين الحسني واستمرت الحكومة شهرين بعد وفاة الشيخ تاج الدين، وعين وزير دولة «نائب رئيس المجلس النيابي» في حكومة جميل مردم بك عام 1946 حتى عام 1948 في عهد الرئيس شكري القوتلي، كما عين وزيراً للزراعة في حكومة خالد بك العظم عام 1948 حتى عام 1949 في عهد الرئيس شكري القوتلي أيضاً.
عرض عليه الدخول في عدة وزارات تشكلت عقب الانقلابات العسكرية التي شهدتها سورية لكنه رفض تلك المناصب لعدم شرعية تلك الانقلابات في رأيه، ولأنها تتعارض مع العملية الديمقراطية والحياة النيابية السائدة قبل حدوث تلك الانقلابات، ثم تولى منصب نائب رئيس الوزراء ووزيراً للدولة في وزارة دولة صبري بك العسلي القومية عام 1956، وكان يدير جلسات مجلس الوزراء بالنيابة أثناء تغيب الرئيس، وتم في عهد هذه الوزارة افتتاح مصرف سوريا المركزي.

## اعتزاله الحياة السياسية
اعتزل محمد بك العايش الحياة السياسية بعد قيام الوحدة بين سورية ومصر، وعاش في مدينة دمشق أغلب وقته بعد ذلك، متفرغاً للعمل الصناعي والتجاري الخاص به، فكان مالكاً وعضواً في مجلس إدارة الكثير من الشركات الصناعية القائمة في تلك الفترة مثل معامل السكر، فقد كان رئيساً لمجلس إدارة معمل السكر في عدرا وعضو مجلس إدارة سكر حمص.

## الحكومات التي شارك بها
|                                                                                            |  |  |
| الوزير محمد بك العايش يستقبل الرئيس شكري القوتلي وكلاً من الملك عبد الله والأمير عبد الإله. |  |  |

| التاريخ           | المنصب الوزاري                  | رئيس الحكومة |
| ----------------- | ------------------------------- | ------------ |
| أيلول 1941        | وزير الاقتصاد الوطني            | حسن الحكيم   |
| أبريل 1942        | وزير الاقتصاد الوطني            | حسني البرازي |
| كانون الثاني 1943 | وزير الاقتصاد الوطني            | جميل الألشي  |
| أب 1948           | وزير دولة - وزير زراعة بالوكالة | جميل مردم    |
| كانون الأول 1948  | وزير الزراعة                    | خالد العظم   |
| كتنون الثاني 1956 | وزير دولة                       | صبري العسلي  |

## وفاته
كان الوزير محمد بك العايش زعيماً حقيقياً لا يشق لزعامته غبار، ولم تشغله السياسة والإقامة في دمشق عن مدينته دير الزور التي استمر يعقد فيها الاجتماعات الدورية، الخاصة بالهم العام وشؤون المواطنين، وتوفي في شهر كانون الثاني من عام 1968 في دمشق عن عمر قارب الثمانين عاماً، ونقل في طائرة خاصة إلى مسقط رأسه في دير الزور ودفن فيه، ليبقى محمد العايش الذي وصفه أسعد الكوراني في مذكراته أنه من خيار الناس، زعامة محلية ووطنية، لايمكن أن تنسى في التاريخ السوري.

## معرض الصور

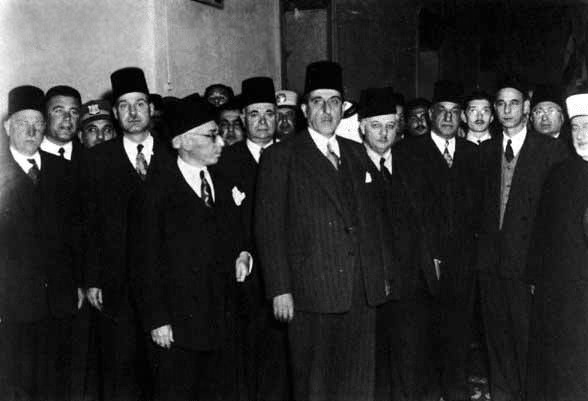
الرئيس القوتلي في القاهرة أثناء حرب فلسطين عام 1948. من اليمين: مفتي القدس الحاج أمين الحسيني - أمين عام جامعة الدول العربية عبد الرحمن عزام - نائب رئيس البرلمان السوري محمد بك العايش - رئيس وزراء لبنان رياض الصلح - الرئيس شكري القوتلي - وزير الخارجية جميل مردم بك.
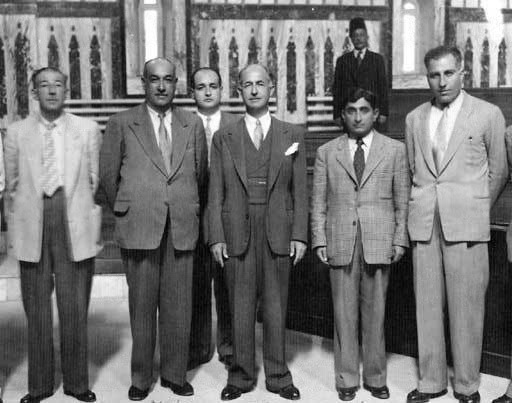
الرئيس الجابري مع مجموعة من النواب في البرلمان السوري عام 1943. من اليمين: سعيد اسحاق (الذي أصبح رئيس مجلس ورئيس جمهورية بالوكالة عام 1951) - الشاعر بدوي الجبل - الرئيس سعد الله الجابري - محمد بك العايش نائب رئيس المجلس - الزعيم الوطني فخري البارودي. يقف خلف الرئيس الجابري أمين سر المجلس فائق النحلاوي.
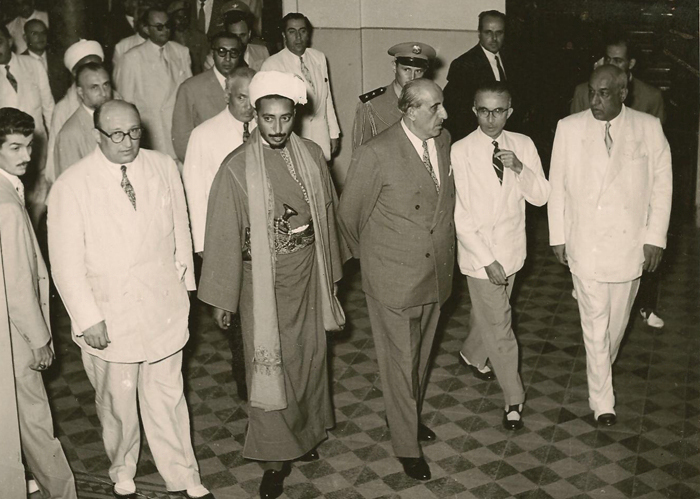
ولي عهد اليمن محمد البدر حميد الدين في جولة داخل المصرف المركزي بدمشق عام 1957. من اليمين: نائب رئيس مجلس النواب محمد العايش - رئيس المجلس ناظم القدسي - فخامة الرئيس شكري القزتلي - الأمير محمد البدر حميد الدين - دولة رئيس الحكومة صبري العسلي.
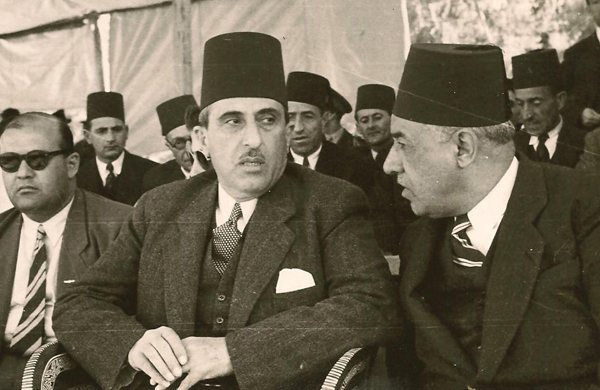
الرئيس شكري القوتلي ومعالي الوزير محمد بك العايش عام 1943.
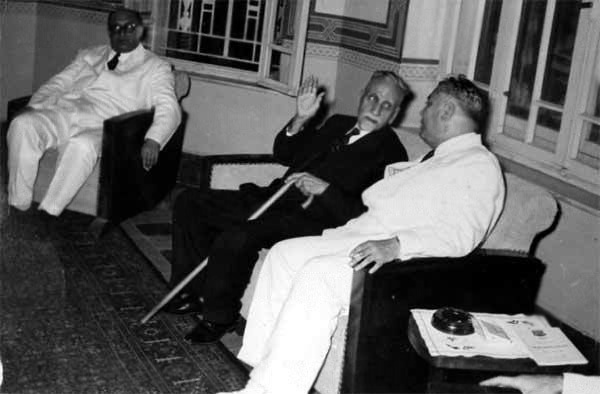
الرئيس هاشم الأتاسي في منزله في حمص مع رجال الحزب الوطني عام 1953. من اليمين: محمد بك العايش - هاشم الأتاسي - صبري العسلي.
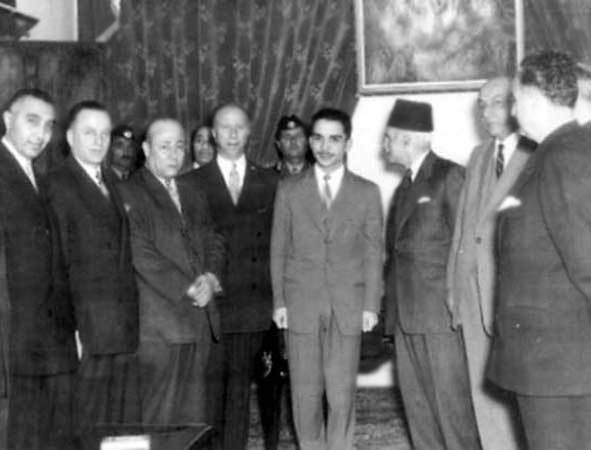
وفد حكومي رفيع في زيارة لعمان عام 1956. من اليمين: غير معروف - نائب رئيس المجلس النيابي السوري محمد بك العايش - الوطني الكبير إحسان الجابري - الملك حسين - وزير الخارجية فيضي الأتاسي - النائب فرزت المملوك - نائب حمص الدكتور عدنان الأتاسي - نائب دمشق صلاح البيطار
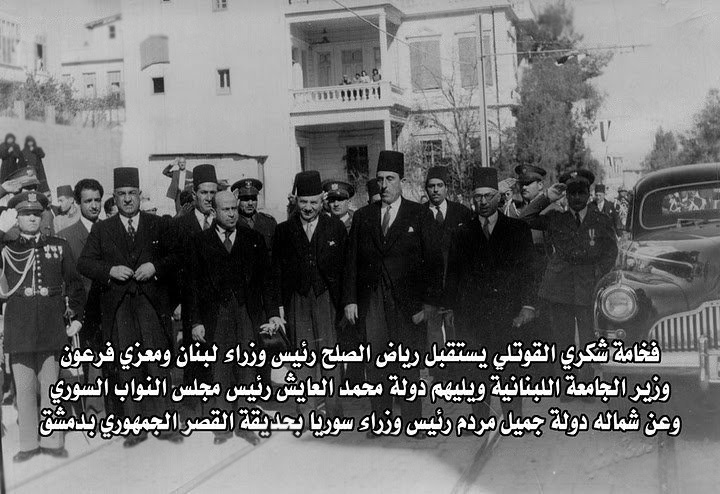
الرئيس شكري القوتلي مستقبلاً دولة الرئيس رياض الصلح في دمشق عام 1948. من اليمين: دولة جميل مردم بك رئيس الحكومة السورية - فخامة الرئيس شكري القوتلي - دولة رياض الصلح رئيس حكومة لبنان - معالي وزير الخارجية اللبناني هنري فرعون - دولة محمد بك العايش رئيس مجلس النواب السوري.
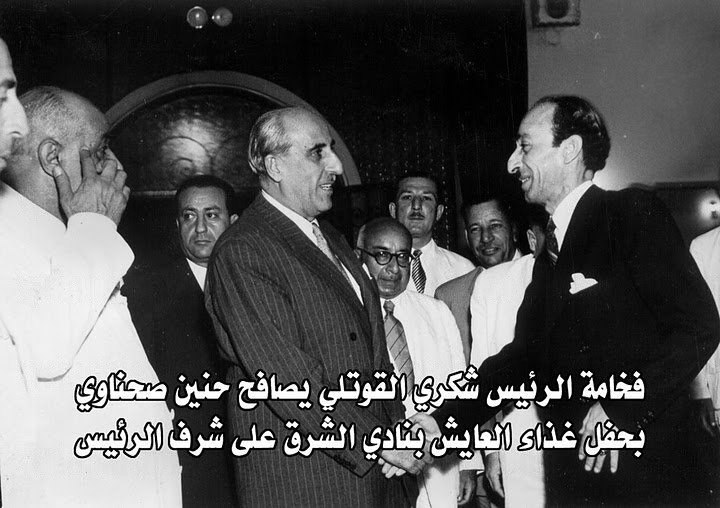
الرئيس شكري القوتلي بضيافة معالي الوزير محمد العايش في نادي الشرق عام 1955. من اليمين: معالي حنين صحناوي - دولة الرئيس لطفي الحفار - فخامة الرئيس القوتلي - دولة رئيس مجلس النواب الأسبق محمد بك العايش صاحب الدعوة. يذكر أن حنين صحناوي شغل منصب وزير المال في حكومة خالد العظم عام 1941 وعاد ليصبح وزيراً للاقتصاد في حكومة العظم الثانية عام 1949.
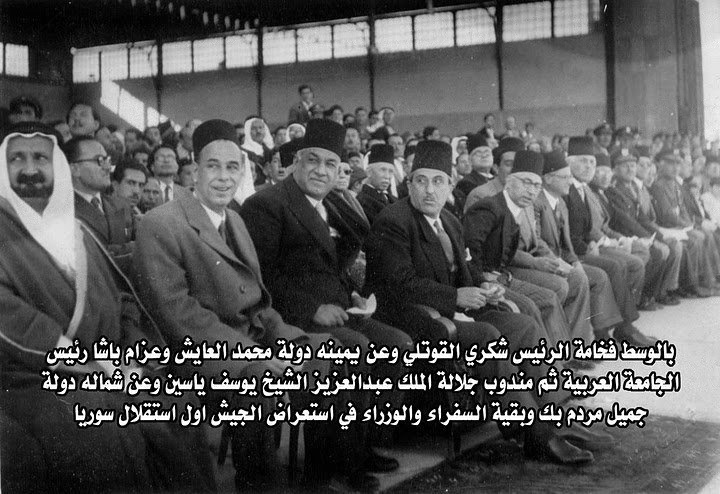
الاحتفال بعيد الجيش الأول في سورية يوم 1 آب 1945. الخامس من اليمين: مستشار رئيس الجمهورية الامير عادل ارسلان - وزير العدل سعيد الغزي - وزير الخارجية ورئيس الوزارة بالوكالة جميل مردم بك - فخامة رئيس الجمهورية شكري القوتلي - رئيس مجلس النواب بالوكالة محمد بك العايش - أمين عام جامعة الدول العربية عبد الرحمن عزام الشيخ يوسف ياسين ممثل الملك عبد العزيز آل سعود.
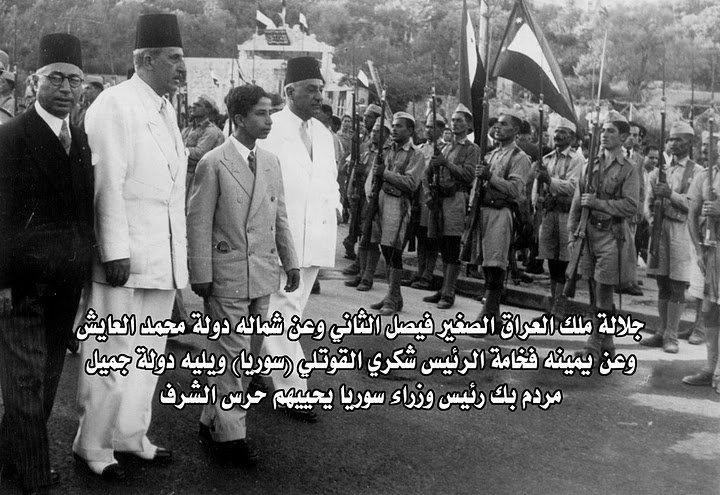
استقبال ملك العراق فيصل الثاني في دمشق عام 1948. من اليمين: دولة رئيس مجلس النواب محمد بك العايش - جلالة الملك فيصل الثاني - فخامة الرئيس شكري القوتلي - دولة رئيس الوزراء جميل مردم بك.
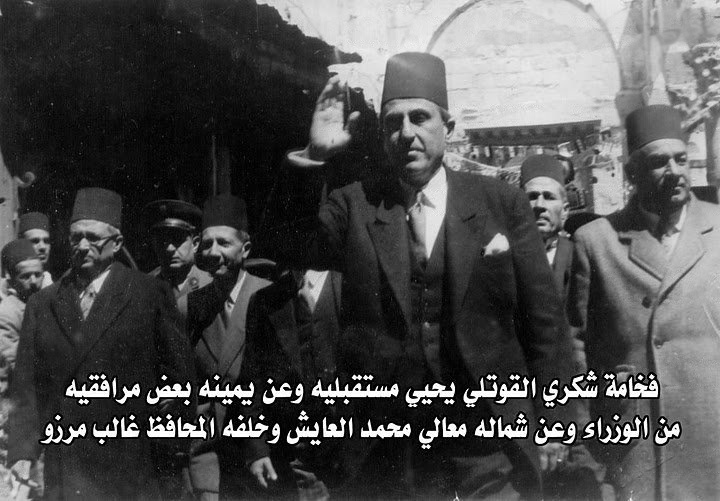
فخامة الرئيس شكري القوتلي في دير الزور عام 1947 برفقة معالي الوزير محمد بك العايش.
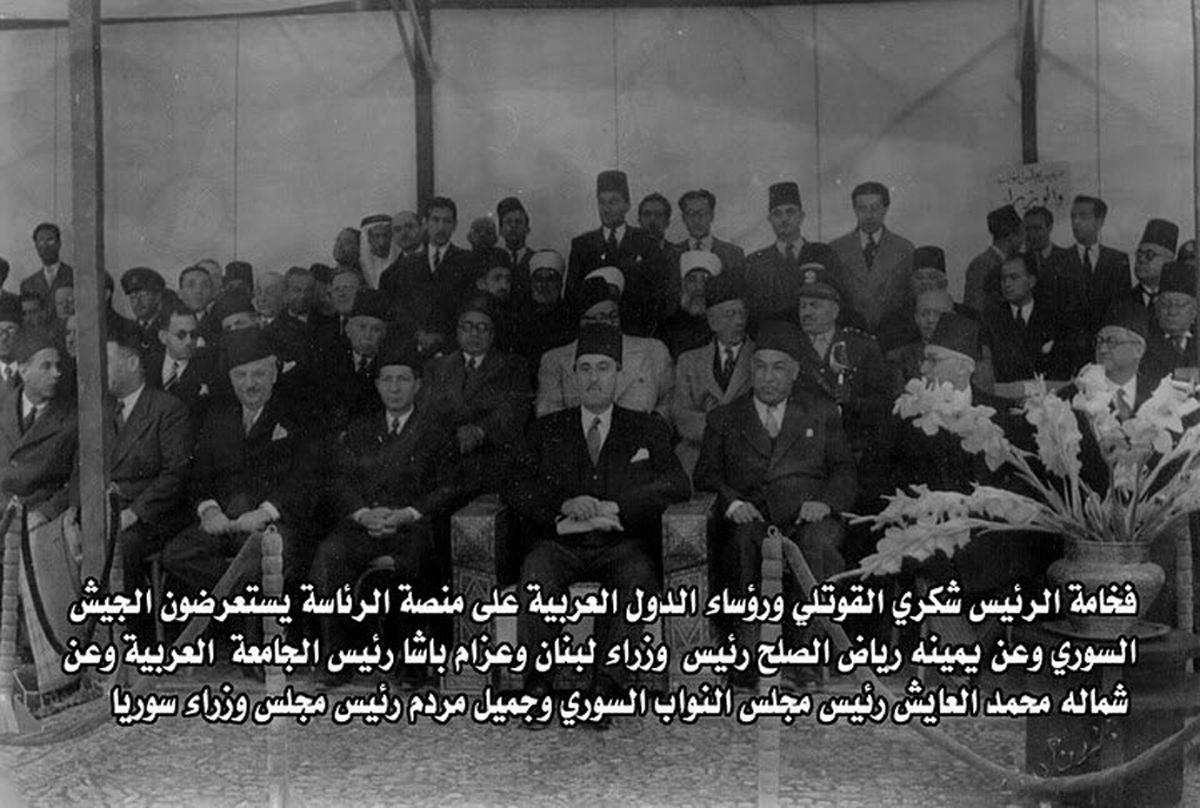
فخامة الرئيس شكري القوتلي والضيوف العرب في احتفالات عيد الجلاء الأول في نيسان 1946. الصف الأول من اليمين: وزير العدل سعيد الغزي - رئيس الوزارة جميل مردم بك - رئيس مجلس النواب محمد بك العايش - الرئيس شكري القوتلي - بهجت التلهوني المبعوث الخاص لجلالة الملك عبد الله بن الحسين ملك الأردن - غير معروف - عبد الرحمن عزام باشا أمين عام جامعة الدول العربية. يجلس دولة الرئيس عطا الأيوبي خلف معالي الوزير محمد بك العايش ودولة الرئيس خالد العظم خلف الرئيس القوتلي ودولة الرئيس لطفي الحفار بين القوتلي والتلهوني إلى جانب دولة الرئيس نصوحي البخاري.
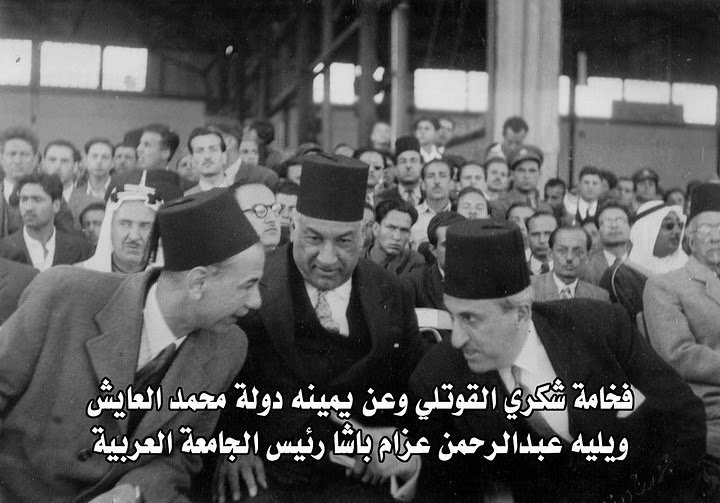
فخامة الرئيس شكري القوتلي مع أمين عام جامعة الدول العربية عبد الرحمن عزام باشا سنة 1948. من اليمين: الرئيس القوتلي - رئيس المجلس النيابي محمد بك العايش - أمين عام جامعة الدول العربية عبد الرحمن عزام.
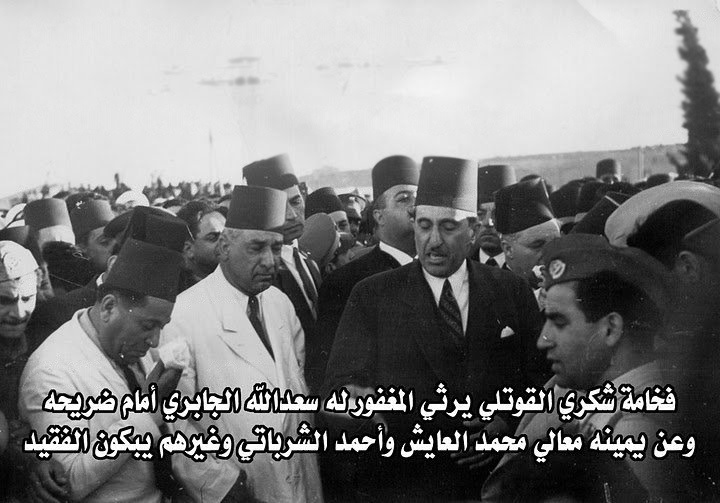
الرئيس شكري القوتلي عند ضريح رئيس الوزارة سعد الله الجابري في حلب في حزيران 1947. من اليمين: الرئيس شكري القوتلي - رئيس مجلس النواب محمد بك العايش - وزير الدفاع أحمد الشرباتي.
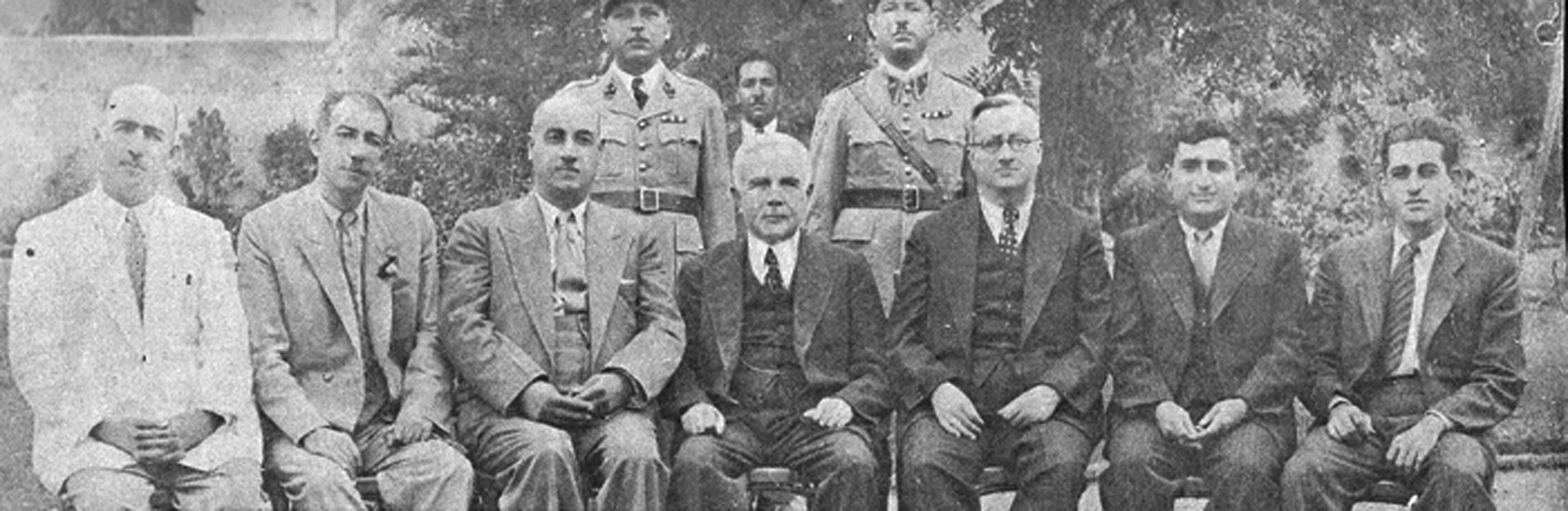
رئيس مجلس النواب فارس الخوري والنواب في حديقة المجلس عام 1946. من اليمين: نائب حماة أكرم الحوراني - نائب اللاذقية الشاعر بدوي الجبل - نائب دمشق ووزير العدل سعيد الغزي - الرئيس فارس الخوري - نائب رئيس المجلس محمد بك العايش - الزعيم الوطني ونائب دمشق فخري البارودي - نائب دمشق علي الحياني.
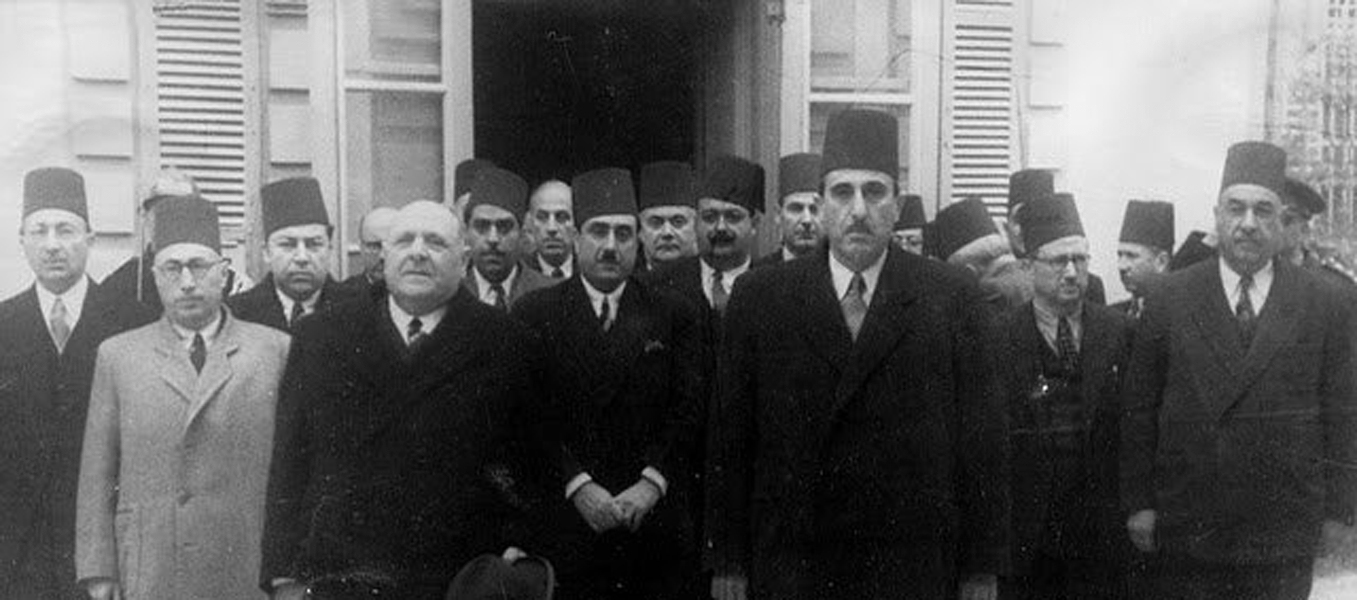
الرئيس اللبناني الشيخ بشارة الخوري في زيارة إلى دمشق عام 1946. من اليمين: نائب رئيس مجلس النواب السوري محمد بك العايش - وزير العدل السوري سعيد الغزي - فخامة الرئيس شكري القوتلي - فخامة الرئيس بشارة الخوري - وزير الخارجية السوري جميل مردم بك - وزير المعارف السوري الدكتور محسن البرازي. يقف خلف الرئيس السوري وزير الدفاع اللبناني الأمير مجيد أرسلان إلى جانب نظيره السوري أحمد الشرباتي.
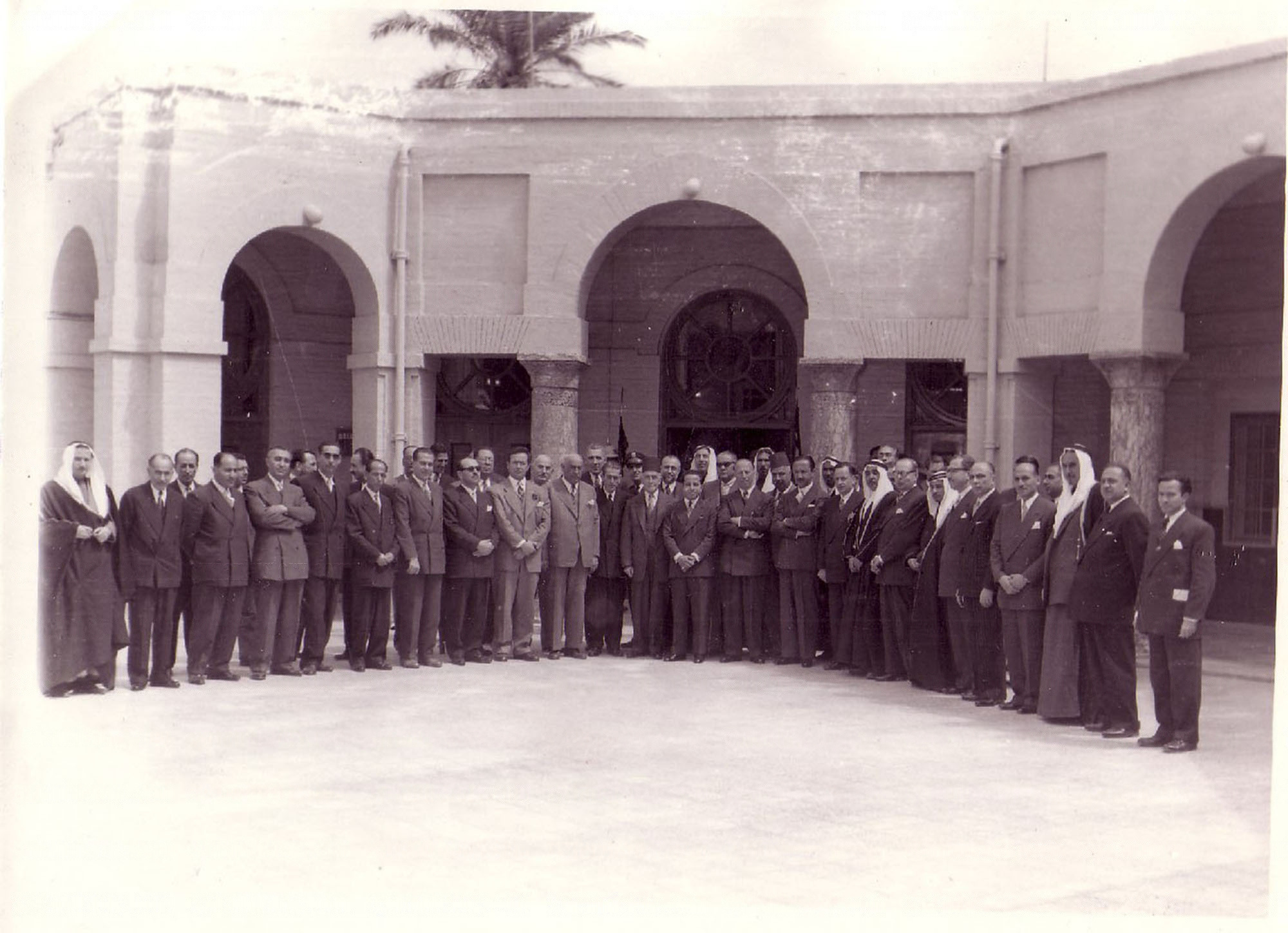
صورة تذكارية لوفد من مجلس النواب السوري مع الملك فيصل الثاني ملك العراق في بغداد سنة 1956. الثامن من اليمين: دولة الرئيس معروف الدواليبي نائب حلب عن حزب الشعب ورئيس الحكومة السورية الاسبق - غير معروف - الدكتور عدنان الاتاسي نائب حمص وسفير سورية الأسبق في فرنسا - الأمير عبد الإله الوصي على عرش العراق - نائب حمص ووزير الخارجية الأسبق فيضي الأتاسي - جلالة الملك فيصل الثاني ملك العراق - نائب حلب إحسان الجابري - نائب حماة وأحد زعماء حزب البعث العربي الاشتراكي وزير الدفاع الأسبق أكرم الحوراني - نائب رئيس مجلس النواب الأسبق ونائب دير الزور محمد بك العايش - نائب دمشق ورئيس الحزب التعاوني الاشتراكي فيصل العسلي - غير معروف - غير معروف - غير معروف - غير معروف - نائب دمشق وأحد مؤسسي حزب البعث الدكتور صلاح البيطار.
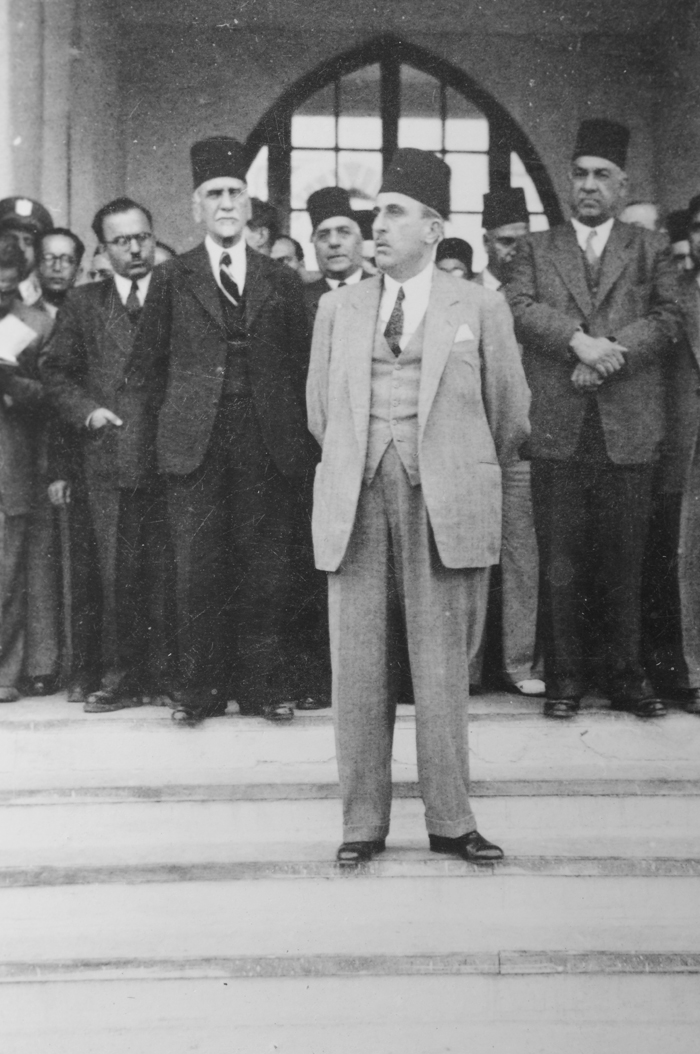
الرئيس شكري القوتلي في زيارة رسمية إلى مدينة حمص - 16 آيار 1947. برفقة زعيم حمص الرئيس الأسبق هاشم الأتاسي ونائب رئيس مجلس النواب محمد بك العايش.
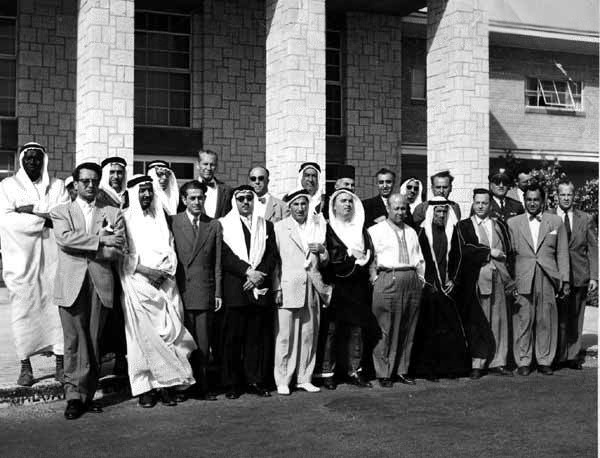
وفد برلماني سوري في زيارة لحقول أرامكو النفطية في السعودية عام 1956. الصف الأول من اليسار: نائب الزبداني ورئيس الحزب التعاوني الاشتراكي فيصل العسلي - وكيل وزارة الخارجية السعودي - رئيس المجلس السوري أكرم الحوراني - نائب اللاذقية عبد اللطيف يونس - نائب تلكلخ علي عبد الكريم الدندشي - سكرتير المجلس علي القدسي - النائب الاشتراكي فرزت المملوك - غير معروف - نائب حمص الدكتور عدنان الأتاسي - نائب اللاذقية جهاد الهواش - غير معروف. الصف الخلفي (من اليسار): مسؤول سعودي - النائب الإسلامي الدكتور مصطفى الزرقا - رئيس الوزراء الأسبق الدكتور معروف الدواليبي (باللباس العربي) - نائب حلب عن حزب الشعب أحمد قنبر - وزير الخارجية الأسبق ونائب حمص فيضي الأتاسي - رئيس المجلس بالوكالة ونائب دير الزور محمد بك العايش - غير معروف - وزير الخارجية الدكتور صلاح البيطار - غير معروف - نائب اللاذقية الشاعر نوفل إلياس.
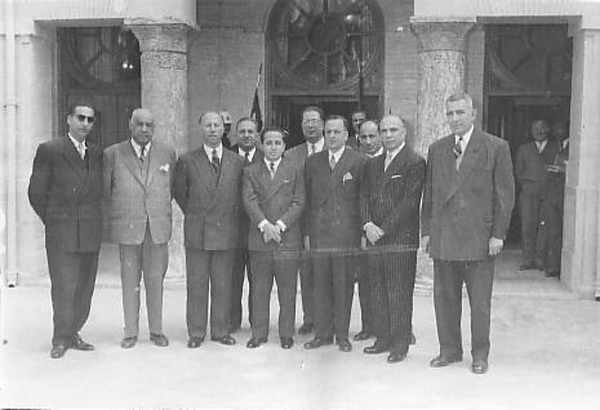
ملك العراق فيصل الثاني مع رجال الدولة السورية في العراق عام 1957. من اليمين: النائب الوزير أحمد قنبر - سفير سوريا في العراق حيدر مردم بك - سفير سوريا الأسبق في باريس النائب عدنان الأتاسي - الملك فيصل الثاني - وزير الخارجية ونائب حمص فيضي الأتاسي - نائب رئيس مجلس النواب محمد بك العايش.
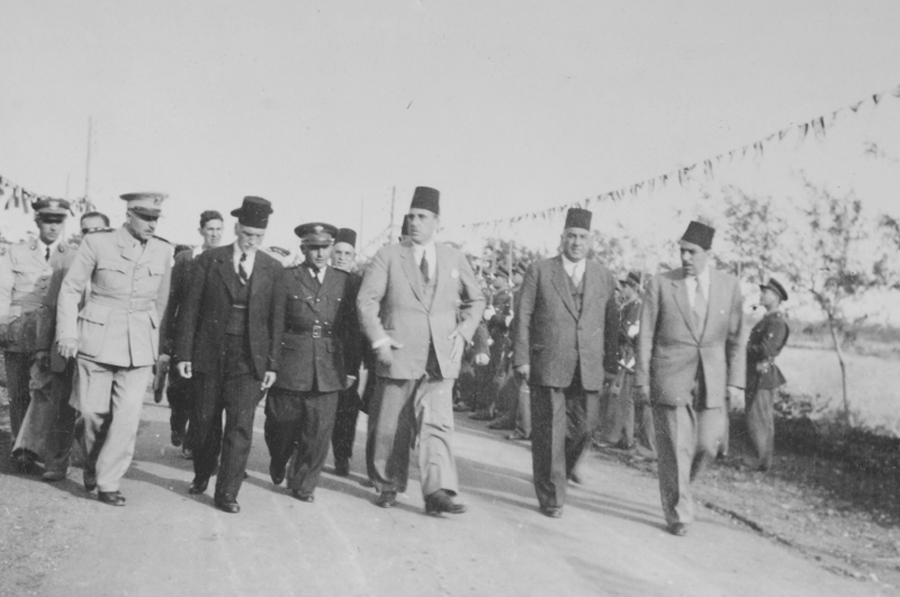
الرئيس شكري القوتلي والرئيس هاشم الاتاسي ومعالي الوزير محمد بك العايش ومعالي وزير الدفاع أحمد شرباتي.
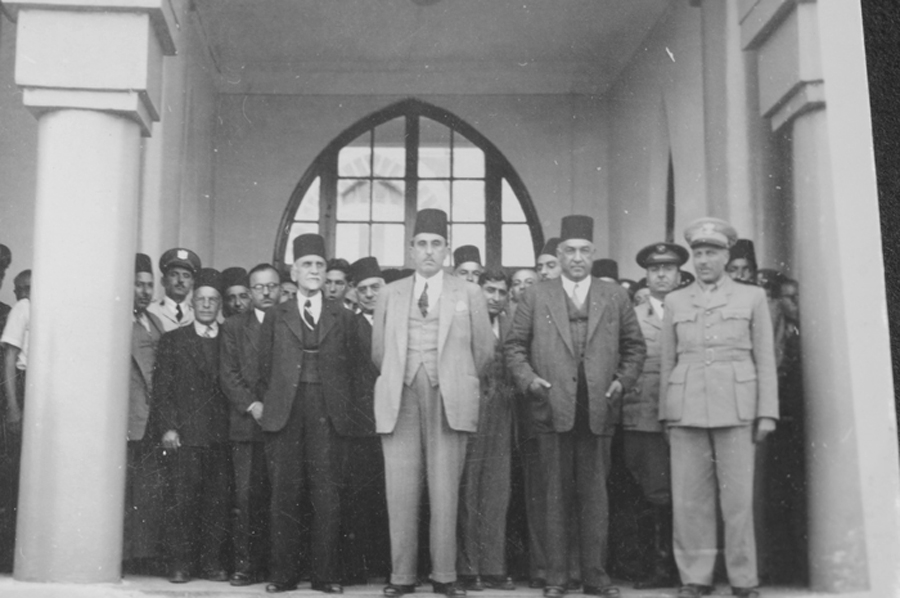
من اليمين: رئيس أركان الجيش السوري الزعيم عبد الله عطفة - نائب رئيس مجلس النواب محمد بك العايش - الرئيس شكري القوتلي - الشاعر بدوي الجبل - الرئيس هاشم الأتاسي. يقف مظهر باشا رسلان زعيم حمص وعضو الكتلة الوطنية خلف الرئيس القوتلي إلى جانب بدوي الجبل.
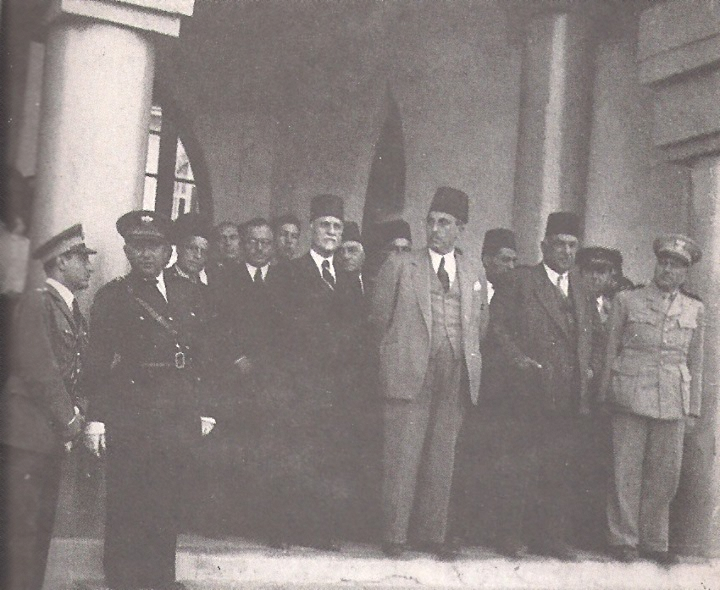
من اليمين: رئيس الأركان اللواء عبد الله عطفة - نائب رئيس مجلس النواب محمد العايش - الرئيس شكري القوتلي - الرئيس هاشم الأتاسي.